# 屋我地島
26°39′56″N 128°00′38″E / 26.66556°N 128.01056°E
屋我地島（日语：／ Yagaji-shima，琉球語：／ ）為琉球列島沖繩群島緊鄰沖繩島北部的島嶼，行政劃分上屬於日本沖繩縣名護市，位於名護市的西北部，1946年到1970年間，島上曾設有屋我地村，但已於1970年時與名護町、屋部村、羽地村、久志村合併為名護市。
建有屋我地大橋、ワルミ大橋與沖繩島連接，古宇利大橋與今歸仁村的古宇利島連接。
島上有有濟井出、饒平名、屋我、運天原、我部五個村落，名護市市公所在饒平名設有支所和郵局。產業以甘蔗和鳳梨為主，島上海濱有紅樹林生長。

## 歷史
- 1896年4月：實施郡區制，全島被劃入羽地間切的範圍。
- 1908年4月：實施島嶼町村制，全島被劃入羽地村範圍。
- 1938年11月：島上設置國立療養所沖繩愛樂園（當時名為沖繩縣立國頭愛樂園）。
- 1946年5月：從羽地村中分離，獨立設置屋我地村。
- 1953年：第一代屋我地大橋完成。
- 1960年：智利地震所引發的海嘯造成屋我地大橋損毀。
- 1963年：第二代屋我地大橋完成。
- 1970年8月：屋我地村與名護町、屋部村、羽地村、久志村合併為名護市。
- 1993年3月：第三代屋我地大橋完成。
- 2005年2月：與今歸仁村古宇利島相連的古宇利島通車。

## 島上出身之知名人士
- 玉城知尚（相撲力士、間垣部屋）
- 玉城知幸（相撲力士、間垣部屋）